# Квартет національного діалогу Тунісу
Туніський національний діалоговий квартет — група з чотирьох громадських організацій Тунісу, що стали центральною силою для побудови демократичної держави в Тунісі після Жасминової революції 2011 року.
До складу Квартету входили:
- Загальна туніська конфедерація праці
- Туніська конфедерація промисловості, торгівлі та ремісництва
- Туніська ліга захисту прав людини
- Національний ордер адвокатів Тунісу

2015 року Квартет отримав Нобелівською премією миру за вирішальний внесок у розбудову плюралістичної демократії в Тунісі. Розмір Нобелівської премії 2015 року становив 8 млн шведських крон.